# Афелий

Афелий

Афе́лий (встречается также ненормативный вариант апоге́лий — др.-греч. ἀπό «апо» — от, др.-греч. ἥλιος «гелиос» — Солнце) — наиболее удалённая от Солнца точка орбиты планеты или иного небесного тела Солнечной системы.
Афелий является частным случаем апоцентра для систем Солнце — небесное тело.
Антонимом афелия является перигелий  — ближайшая к Солнцу точка орбиты. Воображаемую линию между афелием и перигелием называют линией апсид.
В популярной литературе встречается вариант апогелий, который, однако, не является нормативным: словари и энциклопедии в качестве единственно правильного варианта фиксируют афелий.
Этимология термина афелий такова: Кеплер в своих работах назвал эту точку апогелий на латинский манер (apohelium), но по мере переизданий и переводов его трудов накопились опечатки и ошибочные переводы. В конце концов из слова apohelium выпала буква o и получилось aphelium (афелий).

## Основные формулы
- Афелий орбиты рассчитывается по формуле {\displaystyle r_{\mathrm {af} }=(1+e)a,} где

a — большая полуось;
е — эксцентриситет орбиты.
- Линейная скорость планеты в афелии рассчитывается по формуле

{\displaystyle v_{\mathrm {af} }={\sqrt {\frac {GM_{\odot }(1-e)}{a(1+e)}}},} где
G — гравитационная постоянная;
{\displaystyle M_{\odot }}— масса Солнца;
a — большая полуось;
е — эксцентриситет орбиты.
- Угловая скорость планеты в афелии относительно Солнца, выраженная в радианах в секунду, рассчитывается по формуле

{\displaystyle {\dot {\varphi }}_{\mathrm {af} }={\frac {v_{\mathrm {af} }}{r_{\mathrm {af} }}}={\sqrt {\frac {GM_{\odot }(1-e)}{a^{3}(1+e)^{3}}}}.}
И линейная, и угловая скорость в афелии достигают своего минимума, тогда как в перигелии они максимальны.

## Афелий Земли
Средний афелий барицентра системы Земля-Луна составляет 152 098 233 километра (на эпоху J2000.0). Земля проходит афелий между 3 и 7 июля (через пару недель после летнего солнцестояния, однако это приблизительное совпадение случайно). Изменение даты прохождения афелия и колебание афелийного расстояния обусловлены возмущениями от Луны и (в меньшей степени) планет. На них накладывается также периодическое смещение календарного момента прохождения афелия в пределах одних суток, обусловленное високосным циклом. Долгота афелия барицентра системы Земля-Луна составляет −77,06231807° (долгота перигелия минус 180°) на эпоху J2000.0 и увеличивается со скоростью 0,32327364° за юлианское столетие (то есть за 36 525 суток СИ). Эксцентриситет земной орбиты в течение последних веков претерпевает постепенное уменьшение (со скоростью −0,00004392 за юлианское столетие), орбита приближается к круговой.  Хотя большая полуось орбиты при этом растёт (5,62×10−6 а.е. за юлианское столетие), но этот прирост относительно более медленный, поэтому афелий, который равен произведению {\displaystyle (1+e)a,} постепенно уменьшается на 38,3×10−6 а.е. (5,73 тыс. км) за юлианское столетие. Указанные изменения относятся к периоду 1800—2050 гг. н.э.; однако для более длительного промежутка времени (3000 до н.э. — 3000 н.э.) афелий характеризуется приблизительно таким же вековым уменьшением. Эти изменения являются частью гораздо более длительных, с характерным временем в десятки тысячелетий, периодических изменений элементов орбиты Земли.
В таблице указаны моменты прохождения афелия Землёй на 2010—2029 годы и расстояния от Солнца на эти моменты, вычисленные в рамках модели JPL DE405.
| Год  | Дата   | Время (UTC) | Расстояние (а.е.) | Отклонение от среднего афелия (км) |
| ---- | ------ | ----------- | ----------------- | ---------------------------------- |
| 2010 | 6 июля | 11:30       | 1,0167020         | −1246                              |
| 2011 | 4 июля | 14:54       | 1,0167404         | 4501                               |
| 2012 | 5 июля | 03:32       | 1,0166751         | −5270                              |
| 2013 | 5 июля | 14:44       | 1,0167085         | −268                               |
| 2014 | 4 июля | 00:13       | 1,0166816         | −4287                              |
| 2015 | 6 июля | 19:40       | 1,0166821         | −4214                              |
| 2016 | 4 июля | 16:24       | 1,0167509         | 6080                               |
| 2017 | 3 июля | 20:11       | 1,0166756         | −5190                              |
| 2018 | 6 июля | 16:47       | 1,0166961         | −2129                              |
| 2019 | 4 июля | 22:11       | 1,0167543         | 6590                               |
| 2020 | 4 июля | 11:35       | 1,0166943         | −2399                              |
| 2021 | 5 июля | 22:27       | 1,0167292         | 2832                               |
| 2022 | 4 июля | 07:11       | 1,0167154         | 760                                |
| 2023 | 6 июля | 20:07       | 1,0166806         | −4444                              |
| 2024 | 5 июля | 05:06       | 1,0167255         | 2273                               |
| 2025 | 3 июля | 19:55       | 1,0166437         | −9957                              |
| 2026 | 6 июля | 17:31       | 1,0166440         | −9920                              |
| 2027 | 5 июля | 05:06       | 1,0167289         | 2786                               |
| 2028 | 3 июля | 22:18       | 1,0166798         | −4566                              |
| 2029 | 6 июля | 05:12       | 1,0167127         | 362                                |

## Афелий других планет Солнечной системы
Ниже приведены афелии остальных планет Солнечной системы на основании информации NASA:
- Меркурий — 69 817 445 км;
- Венера — 108 942 780 км;
- Марс — 249 232 432 км;
- Юпитер — 816 001 807 км;
- Сатурн — 1 503 509 229 км;
- Уран — 3 006 318 143 км;
- Нептун — 4 537 039 826 км.